# Павло Яненко-Хмельницький
Яненко-Хмельницький Павло (Павло Іванович (Янович) Хмельницький, також Яненко, Янович, Янченко; нар. 1610-1620-ті — пом. перед 1687) — військовий, державний і дипломатичний діяч Гетьманщини.

## Біографія

### Походження та ранні роки життя
Павло, очевидно старший син, народився в 10-20 роках XVII століття. За однією з версій, доводився небожем Богдану Хмельницькому, адже батько Павла Іван (Ян) Михайлович Хмельницький був рідним братом гетьмана. У Реєстрі Війська Запорозького 1649 року бачимо Івана Хмельницького серед покозачених шляхтичів у містечку Чорному Камені Білоцерківського полку В'ячеслав Липинський припускав, що саме він міг бути батьком Павла Яненка-Хмельницького.
За іншими даними, його батьком був Іван (Ян) Богуш (Богушевич), шляхтич з Любецького староства. З Богданом Хмельницьким Павло Яненко поріднився через шлюб з двоюрідною сестрою гетьмана, дочкою Філона Хмельницького — брата Михайла Хмельницького.
На користь першої версії свідчать згадки у тогочасних документах про Павла Яненка як про «братанича» або «небожа» (племінника, братового сина) Богдана Хмельницького (за другою версією його мали б називати зятем або шваґром).
Цікаво, що в донесенні польського посольства, яке перебувало у Богдана Хмельницького у липні-вересні 1650 року, Павла Яненка згадано як «пол. Janenka z Czerwienca, bratenka Хмельницького». Це може побіжно свідчити про походження Яненка з якогось Червена (може означати Червенську землю; є також під такою назвою село в Україні та місто в Білорусі) чи Червєнця (є три місцевості в Польщі). І. Крип'якевич припускає, що Павло Яненко — син шляхтича Івана (в документі, на який він посилається — Петра) Хмельницького з Володимирського повіту, а саме ця місцевість називалася колись Червенською землею.
Як шляхтич, хоча й дрібний, Павло Яненко здобув непогану освіту. Єдиний його автограф засвідчує каліграфічний почерк автора, його тяжіння до кирилиці. Він підписувався часто «Павло Янович», а звали його найчастіше Павло Яненко і це прізвище потім перейшло до його роду.

### ПеріодХмельниччини(1648—1657)
Павло брав участь у переможних походах Богдана Хмельницького 1648—1649 років. Вперше згаданий в документах в Реєстрі Війська Запорозького 1649 р. серед військового товариства у складі Чигиринського полку 83-м після гетьмана Богдана Хмельницького, що вказує на його досить високе становище в тогочасній українській державі. Протягом 1650—1654 років посідав уряд київського сотника.

#### Дипломатична діяльність
В цей час Павло Яненко-Хмельницький проявив себе як успішний дипломат. Та й гетьману Хмельницькому було простіше й надійніше довірити таємні дипломатичні доручення своєму близькому родичу. В липні-серпні 1650 року був членом посольства від гетьмана Хмельницького, очолюваного київським полковником Антіном Ждановичем, до турецького султана Мегмеда IV. Метою цих зносин було добитись, щоб султан на випадок війни України з Річчю Посполитою допоміг Хмельницькому військом (тобто татарами); останній же, з свого боку, обіцяв припинити походи козаків на море, напади на володіння султана. Крім того, ці посли вели від імені Хмельницького переговори про підданство останнього Туреччині. Послів зустріли у Константинополі з великою увагою, вони удостоїлися аудієнції султана. Посли добились обіцянки, що султан вишле гетьманові на допомогу румелійські турецькі частини та молдавські й волоські війська. Порта запропонувала також гетьманові утримувати в Константинополі свого «резидента», постійного представника — привілей, який одержували тільки великі держави.
У травні 1651 року Павло Яненко разом з Андрієм Кульгою очолив посольство до Семигородського князя Ракоці Дєрдя II та молдавського господаря Василя Лупула. Метою посольства було залучення цих князівств до війни на боці України проти Речі Посполитої. Посольство до Молдови було також пов'язане з шлюбом між донькою Лупула Розандою та сином гетьмана Тимішем. Місія була успішною. Посли, зокрема, добре порозумілися з Лупулом, поговорили з Розандою, прискорили укладення союзу двох держав. 14 травня 1651 року вони відправили з Ясс два листи, адресовані гетьману та його сину, у котрих звітували про свою місію. В цьому ж році це посольство мало відвідати волоського господаря Матвія Басараба та трансильванського князя Ракоці Дєрдя II.

#### На посаді київського полковника
З червня (за іншими даними — з жовтня) 1653 року Яненко виконував функції київського наказного полковника. Восени 1653 року їздив за тілом загиблого Тиміша Хмельницького до Сучави. Повернувся він до Чигирина 2 листопада. Гетьман Хмельницький вислав його з табору для організації похорону сина та доручив залишатись в Чигирині, чекати від нього відомостей. У надзвичайній ситуації (бунт війська, зрада татар) Яненко мав опікуватись дружиною та дітьми гетьмана Богдана, вивезти їх до Путивля під опіку царя.
У січні 1654 року Павло Яненко бере участь у прийомі московського посольства В. Бутурліна в Переяславі. Провідні українські історики вважають, що під час проведення Переяславської ради він був генеральним осавулом і саме на цьому уряді присягнув на вірність царю.
Після Переяславської ради обіймає посаду київського полковника. Є свідчення, що Яненко ще 2 (12) лютого 1654 року за невиконання наказу гетьмана Хмельницького стратив свого попередника Євтуха (Явтуха) Пішка (Піщенка). Хоча, тут, швидше за все, сталася помилка і ця подія відбулася, можливо, 2 (12) березня. Адже 23 лютого (5 березня) Яненко зустрічав московські війська перед їхнім в'їздом до Києва: «і за три версти перед Києвом, згідно із бажанням стріли їх полковники: новий Павло Яненко, і попередній Явтух Пішко, котрого Павло перемінив, і з ними коло 200 козаків і міщан». А в кінці лютого, оглянувши міські укріплення Києва, московські воєводи дійшли висновку, що найкраще збудувати фортецю (острог) недалеко від Софійського монастиря. Це рішення викликало гостру протидію з боку митрополита С. Косова. Конфлікт було влагоджено після втручання київських полковників Павла Яненка-Хмельницького та Є. Пішка: фортецю заходилися ставити в обраному воєводами місці.
В березні-квітні 1654 року, під час наступу військ С. Потоцького та облоги Умані, Київський полк Яненка спочатку прикривав Київ та околиці від можливого нападу литовських та польських військ, потім йому було наказано виступити проти поляків. 28 травня (7 червня) полковник Павло Яненко-Хмельницький отримав новини з Бородянки, що поляки з литовським військом переправляються через Тетерів, сподіваючись їх під Києвом. 8 (18) червня мотовилівський отаман Павло Федоренко повідомляв Павлу Яненку про те, що «…поляків 20 тисяч людей у полі з перебраними татарами і в два коня хочуть іти на білоцерківські та київські місця».
В серпні 1654 року під Мозирем Павло Яненко-Хмельницький розгромив польсько-німецький відділок війська Богуслава Радзивілла під командуванням Шимона (Симона) Пауші (Павші). Київські козаки піднялися на байдаках по Дніпру та Прип'яті до Мозиря, де й мали бій з литовським загоном Павші та з німцями, жінку Павші та 4 поляків взяли у полон. Уже 10 (20) серпня Яненко був у Києві й повідомляв воєводі Федору Волконському, що збирається 17 (27) серпня з Київським полком на збір до гетьмана Хмельницького.
15 (25) червня 1655 року гетьман своїм універсалом підтверджував угоду між ним та племінником: за дані на потребу Війська Запорозького 8 тис. злотих Богдан Хмельницький надавав Павлу в користування маєтності покійного пана Грузевича-Нечая: села Бугаївку, Беркове й за Прип'яттю, в околицях Чорнобиля, два села (Масани і Бортівку (Борщівку)) з млинами, а також двір у Києві.
У середині літа 1655 року Павло Яненко з українськими козаками та частиною московської залоги Києва був виряджений у розвідку в напрямку Полісся. Вони вирушили з Києва вверх по течії Дніпра та Прип'яті для десантних операцій на білоруській території. Зустрічаються згадки про використання річкових суден під час цього походу, як і під час вищезгаданих двох рейдів Павла Яненка-Хмельницького на територію Білорусі (1653 та 1654 роки). «15 липня вони надибали під Петриковим заставу вислану з Слуцька, що стояла під приводом Шимона Павші, погромили її, взяли корогви і язиків, а решта втекла до Слуцька».

#### Перебування з залогою в Слуцьку
Влітку 1656 року Павло Яненко-Хмельницький очолив похід до Слуцька, метою якого було встановлення покровительства над Слуцьким князівством і охорона інтересів слуцьких маєтностей князів Радзивілів. У вересні 1656 року Київський полк у складі 6 кінних і 3 піших хоругов на чолі з Павлом Яненком стоїть залогою в Слуцьку та в сусідніх селах. «Міщани при Яненку цілували хреста на вірність цареві. Потім приїздили Шведи, але довідавшись, що в Слуцьку стоять козаки, поїхали назад».

#### Повернення пірнача київського полковника
У січні 1657 року Яненка було призначено наказним київським полковником на час відсутності Антіна Ждановича, який очолив похід до Варшави. Гетьман Богдан Хмельницький виявився незадоволеним наслідками цього походу й у липні 1657 року позбавив останнього уряду київського полковника, а замість нього призначив Павла Яненка-Хмельницького. На цьому уряді він перебував, принаймні, до червня 1659 року.

##### Діяльність на культурно-освітньому та релігійному терені
Павло Яненко на посаді київського полковника приділяв велику увагу соціально-економічним, культурно-освітнім та релігійним питанням. Так, у 1654 році він разом з полковником Я. Пішком подарували понад 20 будинків у Києві на приходи Києво-Могилянської колегії. 7 березня 1656 року він своїм універсалом наказував повернути ковальському цеху Києва його сіножаті, захоплені Миколаївським домініканським монастирем. 23 липня гетьман писав київському воєводі Бутурліну про дозвіл йому мати сіножаті та місця для ловлення риби, про що відповідні інструкції мав отримати й Павло Яненко. 8 серпня 1656 року датований підтверджуючий лист полковника запорозького Павла Яновича Хмельницького Микільському монастирю на с. Павловичі.
18 жовтня 1656 року гетьман підтвердив привілей Павла «Яновича Хмельницького», котрим київський городовий отаман Петро Бутримович передавав йому порожню землю у Києві. Наступного дня гетьман своїм універсалом наказував Павлу Яненку навести порядок серед київських шевців. Майже тоді ж до Козельця було послано Яненком Івана Яхимовича і Богдана Моляву для розгляду конфлікту між козелецьким шевським цехом, з одного боку та шевцями,— з іншого. Декрет Павла Яненка від 18 (8) листопада 1656 року гетьман підтвердив своїм універсалом від 28 листопада. Дуже важливим є привілей Б. Хмельницького від 4 липня 1657 року, виданий автору Львівського літопису київському протопіпу Михайлу Гунашевському, яким підтверджувалося право останнього на куплені землю й будинок у Києві. Перед тим цю справу позитивно вирішив своїм універсалом Павло Яненко, що власне і стверджував гетьман. У травні 1657 року київський полковник видав універсал, за яким зберігав за козелецьким протопіпом Григорієм землю й застерігав від зазіхань на неї місцевих козаків та міщан.

### Період гетьманування Івана Виговського (1657—1659)
Після смерті гетьмана Хмельницького, Павло Яненко-Хмельницький 5 вересня 1657 року брав участь в козацькій раді, яка схвалила обрання гетьманом Івана Виговського. За гетьманства останнього Яненко‑Хмельницький міцно тримався уряду київського полковника, наказними у нього були Василь Дворецький і Iван Якимович.
10 жовтня 1657 року полковник Яненко-Хмельницький звертався до київського воєводи за військовою допомогою для здійснення походу під Пінськ і Корець для оборони тамтешніх козацьких залог, які він був зобов'язаний пильнувати. Воєвода від цього відмовився і порадив звернутися з цими справами до Г. Ромодановського.
Досить неоднозначною є позиція Яненка щодо дій гетьмана Виговського та його ставлення до відносин з Московським царством. Є відомості, що навесні 1658 року він повідомляв московському воєводі Андрію Бутурліну про відхід від Москви гетьмана Виговського, однак незабаром підтримав останнього. 18 травня 1658 року паволоцький полковник Михайло Суличич написав листа київському воєводі Андрію Бутурліну і київському полковнику Павлу Яненку про антимосковські дії Виговського. Проте київський полковник досить пасивно відреагував на це повідомлення. Не бачимо ми очолюваного ним Київського полку в активних діях проти полтавського полковника Пушкаря.
І все ж, Яненко-Хмельницький остаточно приймає сторону Виговського. До 22 липня останній видав у Чигирині універсал до полковників, зокрема й до Яненка, і звелів їм збиратися з усіма полками. 30 липня в Чигирині відбулася рада, на якій було прийнято рішення про війну проти Московської держави, яка все нахабніше втручалася в українські справи.
Разом з братом гетьмана — биховським полковником Данилом Виговським та подільським полковником Остапом Гоголем, він здійснив невдалу спробу вибити московський гарнізон з Києва у вересні 1658 року. 2 вересня почалися бої за Київ. Московська залога, розташована у замку біля церкви святої Софії, зазнала нападу з двох сторін: від Золотих воріт (тут наступом керував сам Данило Виговський), і від гори Киселівки (тут наступом керував Павло Яненко-Хмельницький). Проте здобути замку не вдалося й українське військо відступило: Данило Виговський до монастиря на Печерську, а Павло Яненко-Хмельницький — на гору Щекавицю. 3 вересня бої поновилися, але князь Василь Шереметєв, скориставшись відособленістю двох частин українського війська, зумів розбити їх окремо, спочатку напавши на полки, керовані Данилом Виговським, а потім — на полки, керовані Павлом Яненком-Хмельницьким. Сам Яненко вів наступ з боку Щекавиці й Киселівки, але його було збито з коня, він втратив прапор, обоз і артилерію, мусив відступати до Почайни. Залишки українського війська відступили до Білої Церкви й почали готуватися до нового приступу під Київ.
Павло Яненко взяв також участь у поході 1659 року Івана Виговського на Київ, спрямованому на звільнення Києва від московської залоги. У січні він стояв з своїм полком у Острі. Проте, в червні Павло Яненко-Хмельницький зайшов у незгоду з гетьманом Іваном Виговським і був позбавлений ним уряду київського полковника, на його місце став колишній наказний київський полковник Василь Дворецький.

### Період гетьманування Юрія Хмельницького (1659—1663)
Потім Павло Яненко перейшов на бік свого двоюрідного брата Юрія Хмельницького, хоча за його гетьманства не займав полковницького уряду. Останній вислав Яненка-Хмельницького на чолі посольства до польського короля. Засвідчена присутність його на Чигиринській січневій раді 1660 року, на якій він, всупереч військовому осавулу Іванові Ковалевському, наполягав на розірванні союзницьких стосунків з Московським царством.
Протягом 9-23 липня 1660 року у Москві з посольством був полковник Яненко-Хмельницький, а слідом за ним прибув сотник Петро Забіла з товаришами, але невідомо, з якою метою і від чийого імені приїжджали ці старшини.
Яненко брав участь у спільному поході московського та козацького військ 1661 року, котрий скінчився поразкою під Чудновом і Слободищами. Він підтримав Слободищенський трактат разом з багатьма іншими полковниками. Сейм Речі Посполитої підтвердив його шляхетство в 1661 року. Цікаво, що Реґестові замітки (а значить — і відповідні номінаційні королівські привілеї) на шляхетство містять означення урядів нобілітованих Варшавським сеймом 2 травня-18 липня 1661 року козацьких полковників. Павла Хмельницького в них названо чигиринським полковником. У лютому 1661 року, привертаючи на свій бік козацьку старшину, король Ян II Казимир здійснив їй надання маєтностей. Серед інших, Павло Яненко отримав підтвердження на м. Бобровицю та села Бугаївку і Берків.
У червні 1662 року Павло Яненко возив до Москви від Юрія Хмельницького 12 татар — «язиків». 11 (21) серпня Юрій Хмельницький відправив королю з Яненком листа з відомостями про відступ із Лівобережжя, котрого останній вручив 11 (21) вересня на комісії у Львові.

### Період гетьманування Павла Тетері (1663—1665)
Після відставки Юрія Хмельницького Яненко перебував на службі у гетьмана Павла Тетері. Є відомості, що він на певний час був призначений наказним гетьманом, перебував на чолі козацького війська під Києвом. Про це від київського воєводи Чаадаєва в серпні-вересні 1663 року довідався царський окольничий Кирило Хлопов. В актах про перебування гетьмана І. Брюховецького в Москві від вересня 1665 року вказано, що останній підніс як подарунок царю срібну булаву наказного гетьмана Яненка, яку було захоплено в Мотовилівці. Можливо, це підтверджує той факт, що Яненко певний час 1663 року був наказним гетьманом. Але, можливо, мова йде про наказного гетьмана М. Ханенка, якого помилково названо «Яненком», адже він у грудні 1663 року на чолі Білоцерківського полку розгромив 3-тисячний загін київського гарнізону, який вийшов за провіантом до Мотовилівки.
У 1663—1664 роках був паволоцьким полковником (очевидно наказним) одночасно з Іваном Богуном. У грудні 1663 року під час походу короля Яна Казимира на Лівобережжя разом з Богуном був у Монастирищі.
По поверненню з походу Павла Яненка-Хмельницького було призначено київським полковником з урядом у Василькові, оскільки Київ був зайнятий московською залогою. На цьому уряді він перебував протягом 1664—1665 років. У цій якості він був серед учасників Лисянської листопадової ради 1664 року, яку було проведено у війську Павла Тетері під час заходів, спрямованих на придушення протипольського повстання. Його підпис бачимо зокрема, під суплікою козацької старшини (Тиміш Носач, Остап Гоголь, Самійло Богданович-Зарудний, Михайло Ханенко, Петро Дорошенко) до короля від 30 листопада 1664 року (з табору під Лисянкою), в якій викладались умови, з прийняттям яких вона погоджувалася б визнати свій васалітет щодо короля. Павло Яненко згадується також як правобережний київський полковник в листопаді 1664 року, в серпні 1665 року.

### Період гетьманування Петра Дорошенка (1665—1676)
Серед тих, хто на козацькій раді під Богуславом 18 серпня 1665 року привели на посаду гетьмана Петра Дорошенка був і київський полковник Павло Яненко-Хмельницький. Їх єднали і родинні зв'язки. Так, сестра Яненка Олена була дружиною старшого брата гетьмана Григорія Дорошенка, а сам гетьман приблизно 1665 року вдруге одружився з донькою Яненка Єфросинією. Пізніше Яненко та Дорошенко ще раз породичалися, адже одружили своїх дітей — Івана Яненка-Хмельницького та N Петрівну Дорошенко, яка довдоилася онукою генерального обозного Семена Половця.
Павло Яненко залишається на полковницьких посадах. Принаймні з травня 1667 року по жовтень 1668 року він був уманським полковником, з жовтня 1668 по щонайменше лютий 1669 року згадується як київський полковник. Петро Дорошенко в середині травня 1667 року направив посольство уманського полковника Яненка до хана Аділь Ґерая з проханням допомогти військом проти поляків.
Павло Яненко брав участь у військових походах Петра Дорошенка. З його братом Григорієм він увійшов протягом 1668—1669 років досить глибоко на територію Лівобережної Гетьманщини, під Конотоп та Козелець; саме під час цього походу його в жовтні 1668 року було призначено київським полковником замість Костянтина Матюти. Яненко-Хмельницький брав участь і у заходах, спрямованих на придушення протиурядового виступу Петра Суховія 1668—1669 років. 1669 року він активно агітував лівобічного київського полковника К. Солонину до переходу від лівобережного гетьмана Дем'яна Многогрішного на бік Петра Дорошенка. Цей лист Солонина направив Д. Многогрішному, а той — царю. Після Корсунської ради 22 березня 1669 року Петро Дорошенко виношував намір послати Павла Яненка-Хмельницького з кількома тисячами козаків для блокування Києва.
В березні-травні 1672 року Яненко перебував у Чигирині, згадується як наказний гетьман.
У лютому 1674 року, коли до міста Корсуня надійшли звістки про поразку Григорія Дорошенка під Лисянкою, майже все козацьке товариство почало схилятися на бік лівобережного гетьмана І. Самойловича. Визрівав заколот. Керівники залоги міста А. Дорошенко, Гамалія (імовірно, тесть Андрія — паволоцький полковник Яків) і Павло Яненко-Хмельницький завчасно залишили місто й вирушили до Чигирина 19 червня 1674 року разом з Андрієм Дорошенком і полковниками Григорієм та Яковом Гамаліями Павло Яненко прийняв нерівний бій під Смілою проти московських військ та лівобічних гетьманців. Цю битву було програно, поранений А. Дорошенко разом з Яненком і Гамаліями відступив до Жаботина.
Коли кінець гетьманату Петра Дорошенка став неминучим, саме Яненка він відправив для переговорів до Москви. 29 грудня 1675 року Павло Янович отримав у Чигирині інструкцію від гетьмана, в якій йшлося про умови капітуляції. Перед Різдвом Христовим Яненко виїхав разом з військовим товаришем Семеном Тихим до Москви, причому на шляху до них приєдналися й посли кошового отамана Івана Сірка. 22 січня 1676 року Яненко урочисто передав цареві Олексію Михайловичу турецькі прапори — символ залежності Дорошенка від султана Мегмеда IV, дані йому ще влітку 1672 року. Про хід своєї місії він писав гетьману з Москви (30 січня) та Курська. Якраз у цей час помер цар Олексій Михайлович, і його спадкоємець Федір Олексійович поспішив передати через Яненка, котрий вже був на зворотному шляху, досить м'яке послання до гетьмана й наказ Івану Самойловичу пропустити Яненка без тяганини. Наприкінці першої декади березня посольство повернулося до Чигирина, а з ним прибув і посланець Г. Ромодановського «ад'ютант рейтарського устрою» Горяїнов.
Яненко провів гетьмана у тяжку путь з Чигирина близько 30 жовтня 1676 року.. 14 листопада 1676 року Петро Дорошенко прибув до місця свого заслання — Сосниці, але Яненко з дружиною та дітьми ще залишалися в Чигирині.
Коли московський уряд дізнався, що цісар турецький надумав вчинити гетьманом Юрія Хмельницького, котрий доводився двоюрідним братом Павлові Яненку-Хмельницькому, то гетьману Самойловичу була 24 квітня (4 травня) 1677 року видана царська грамота з наказом про переселення на лівий берег Дніпра «тестя его Петрова (Дорошенка) Павла Яненка съ дѣтьми и брата его Петрова Григорьевы жены». Проте Гетьман Самойлович переселив Яненка з сім'єю спочатку до Сосниці, а потім до Нових Млинів ще в квітні 1677 року, тобто до отримання указу царя, про що повідомив царському посланцеві піддячому Василеві Юдіну 4 (14) травня.

### Період гетьманування Юрія Хмельницького (1677—1681)
Досить суперечливими є відомості про подальшу долю Павла Яненка-Хмельницького. Дослідник Тарас Чухліб припускає, що він та його син Іван були в цей час одними з основних претендентів на гетьманську посаду, принаймні в очах турецького султана. Також, історик вважає, що вони були серед тих, хто міг запропонувати Юрію Хмельницькому реанімацію ідеї створення українського князівства на підвладних султану теренах. Є відомості, що Павло Яненко, незважаючи на в цілому добре ставлення до нього в Москві, в покарання за те, що перейшов у свій час на бік Виговського, був позбавлений посади київського полковника. Тому, під час другого гетьманування «Князя сарматського і вождя Війська Запорозького» Юрія Хмельницького він належав до найближчого оточення гетьмана, був його порадником, навіть керував багатьма його діями. Юрій Мицик натомість зазначає, що коли новим гетьманом став Юрій Хмельницький, то Петру Дорошенку довелося відмежовуватися від його дій. При цьому колишній гетьман зазначив, що його тесть Павло Яненко проживає в Нових Млинах, тобто на Стародубщині або на Чернігівщині — досить далеко від теренів діяльності Юрія Хмельницького.
Опис перебігу подальших подій у різних джерелах різниться. Так, у Енциклопедичному словнику Брокгауза та Єфрона зазначено, що Юрій Хмельницький і Павло Яненко разом із ордою влітку 1678 року попрямували вздовж Дніпра, знищили непокірних канівців, спаливши місто й церкви. Доля Канева спіткала й Черкаси, Корсунь, Стеблів, Мошни, Жаботин та інші міста й містечка по Дніпру й Тясмину. Потім гетьман та Яненко з Білгородською ордою кілька разів спустошували міста й села Лубенського, Ніжинського та Київського полків. Тільки після відступу татар 1679 року вони залишили після ceбе сплюндрований край. Дослідник І. Підкова вказує, що на початку 1679 року Павло Яненко відійшов від Юрія Хмельницького та проголосив себе гетьманом Правобережної України. Потім він увірвався на Лівобережжя і, поєднавшись з білгородськими татарами, сплюндрував поселення навколо Козельця, Носівки, Іркліїва, Яблунівки й захопив жителів у полон. Юрась Хмельниченко в союзі з кримським ханом виступив проти нього в похід, проте він був невдалий через глибокі сніги. Коли проти Яненка-Хмельницького виступив гетьман Іван Самойлович, він відступив до Черкас, але швидко його вибили й звідти. Невдовзі він зазнав поразки у битві на Дніпрі зі стародубським полковником, сином гетьмана Самойловича Семеном і втратив гетьманство. Захоплений у полон і ув'язнений у Сосниці, де й помер. Ця ж інформація вказана в Енциклопедії українознавства.
Проте, на думку таких науковців, як Юрій Мицик, Тарас Чухліб, Володимир Кривошея, у більшості вищезазначених подій за часів гетьманування Юрія Хмельницького брав участь не Павло Яненко-Хмельницький, а його син Іван. Це підтверджується й М. Кордубою, який зазначає, що в 1678 році Павло Яненко засудив вчинок свого сина, який став на сторону підтримуваного турками Юрія. Царський посланець до Самойловича Семен Алмазов на початку грудня 1678 року зазначав, що Павло Яненко живе в Сосниці і наказано його берегти сосницькому сотнику, його охороняють близько 400 козаків. Коли Іван Яненченко забрав на Лівобережжі майно деяких купців, гетьман Самойлович хотів всі збитки стягнути з його батька Павла. Тоді останній писав до сина лист з прокльонами і сльозами, щоб той їхав до батька, нічого не боявся і в майбутньому ніякого зла Лівобережжю не чинив.

### Останні роки життя та смерть
Юрій Мицик вважає, що Павло Яненко провів останні роки свого життя у містечку Нові Млини. В. Липинський зазначає, що він «помер там, неначе в тюрмі, в р. 1678».
Щодо часу смерті Павла Яненка точних даних немає. Можливо, як указав В. Липинський, він помер 1678 року, проте, однозначно не пізніше 1687 року, адже 30 грудня 1687 року гетьман Іван Мазепа затвердив універсалом за Печерським жіночим монастирем ігумені Марії–Магдалені села Бугаївку і Берков, які раніше передала монастирю вдова Павла Яненка, черниця Феодосія. Цей спадок «в Киевском полку на Киевской стороне Днепра над речкою Стугною лежачій, теперь в запустении будучий». Імовірно, він помер перед 1683 року, адже в цьому році його маєтності Масани та Борщівка опинилися знову у володінні Грузевича.

## Сім'я
Дружина — N Філонівна (* ? — † пізніше 1680), котра, можливо, після його смерті, стала черницею Феодосією у Вознесенському монастирі.. У тогочасних синодиках зустрічаємо поминальні ряди черниці Печерської Феодосії Філонівни Яненки, у яких поминались:
1. Павло, Іван, черниця Феодосія, Тетяна, Єфросинія, Марія, Олександра, Тетяна, Пелагея, Гафія, Олена;
2. черницю Феодосію, Філона, Тетяну, Павла, Іоанна, Єфросинію, Марію, Марію, Олександру, Клима, Пелагею, Гафію, Ганну, Марка, Марію, Ірину, Варвару, Кирила, Василя, Омеляна, Романа, Гафію, Килину, Степаниду, Євгенію, Феодору, Петра, Зіновія, Пелагею, черницю Настасію.

Чи не ця черниця є донькою Філона, вдовою Павла. Порівняння ж двох наведених поминальних рядів засвідчує, що продовжувачем роду був Клим (Павлович чи Іванович).
Донька Єфросинія Павлівна (за іншими даними — Любов, * ? — † 1684), протягом 1665—1684 років була другою дружиною гетьмана Петра Дорошенка.
Син Іван Павлович (Яненченко; * ? — † 1679) — полковник корсунський (1678), полковник чигиринський (1679), наказний гетьман від Юрія Хмельницького.